# Buda Tian Tan

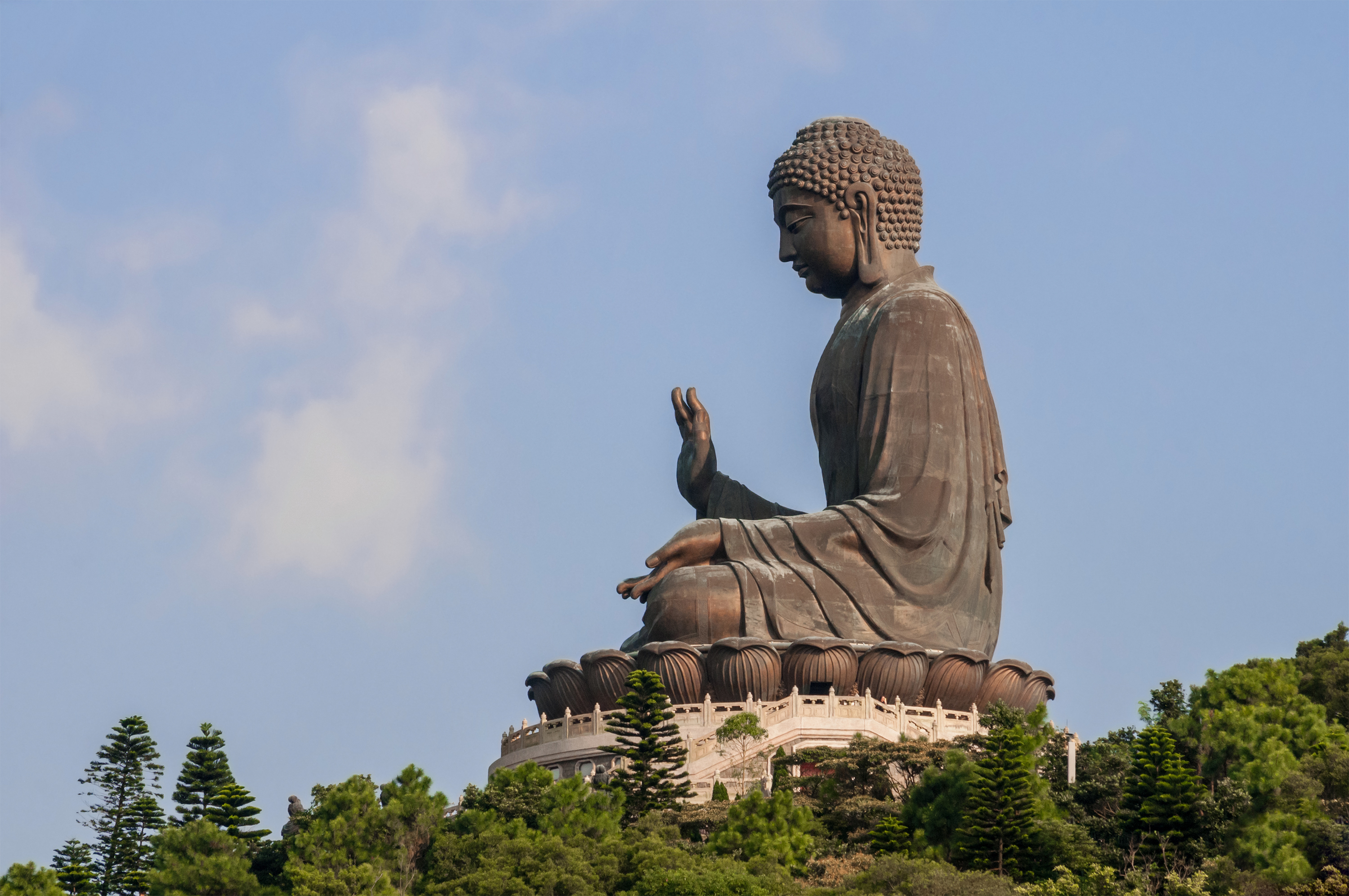
Buda Tian Tan, vista de perfil.

El Gran Buda Tian Tan (en chino tradicional: 天壇大佛) es una estatua gigante de bronce de un buda Amoghasiddhi terminada en 1993 y ubicada en Ngong Ping, Isla de Lantau, en Hong Kong, adyacente al Monasterio de Po Lin. Simboliza la armonía entre el hombre y la naturaleza, la gente y la fe. Es el mayor centro budista de Hong Kong y una de sus mayores atracciones turísticas.

## Descripción
La base de la estatua tiene como modelo el altar del Cielo o monte Terrenal de Tian Tan, el Templo del Cielo en Pekín. Es una de las cinco estatuas más grandes de Buda ubicadas en China. La estatua aparece sentada en un loto sobre un altar de tres plataformas. Está rodeado por seis estatuas más pequeñas de bronce conocidas como ‘La Ofrenda de los seis Devas’ que se presentan ofreciendo flores, incienso, lámparas, ungüentos, frutas y música al Buda. Estas ofrendas simbolizan las Seis Perfecciones: caridad, moralidad, paciencia, celo, meditación y sabiduría, todas necesarias para alcanzar la Iluminación.
El Buda mide 34 metros de altura total (26.4 m la estatua), pesa 250 toneladas y es el Buda de bronce más alto del mundo colocado antes de 2007. Una estructura interna de acero soporta el peso. Puede ser visto desde la isla de Macao en un día despejado. Los turistas deben subir 240 escalones para alcanzar al Buda aunque en el lugar hay un pequeño camino sinuoso para transportar en vehículos a personas discapacitadas. Una de sus principales características es que en la plataforma inferior de la estatua se guarda una reliquia, supuestamente un poco de las cenizas de la cremación de Buda.
El Buda Tian Tan se presenta sereno y digno. Su mano derecha está alzada, representando la eliminación de aflicciones. La mano izquierda del Buda descansa en su regazo en un gesto de generosidad. Mira al norte, lo que es único en una gran estatua de Buda, ya que todas las demás miran al sur.
La construcción comenzó en 1990 y se terminó el 21 de diciembre de 1993, día que los chinos consideran el día de la Iluminación de Buda. A la ceremonia de apertura se invitó a monjes budistas de todo el mundo y a personalidades relevantes de la China continental, Taiwán, India, Japón, Corea, Tailandia, Malasia, Singapur, Sri Lanka y los Estados Unidos.